# Kalisz Pomorski
Kalisz Pomorski, tyska Kallies, är en stad i nordvästra Polen, belägen i distriktet Powiat drawski i Västpommerns vojvodskap. Tätorten har 4 361 invånare (år 2013) och är centralort för en stads- och landskommun med totalt 7 383 invånare.

## Kommunikationer
Staden ligger vid den nationella landsvägen 10 (Lubieszyn – Szczecin – Stargard Szczeciński – Wałcz – Piła – Płońsk). Den korsar här den regionala vägen 175 (Drawsko Pomorskie – Choszczno – Gorzów Wielkopolski).
Stadens järnvägsstation trafikeras av regionaltåg på linjen mellan Stargard Szczeciński och Piła. Linjerna mot Kostrzyn nad Odrą, Grzmiąca, Kozy och Poźrzadło Małe är idag nedlagda.